# Eskilstuna Stålpressnings AB

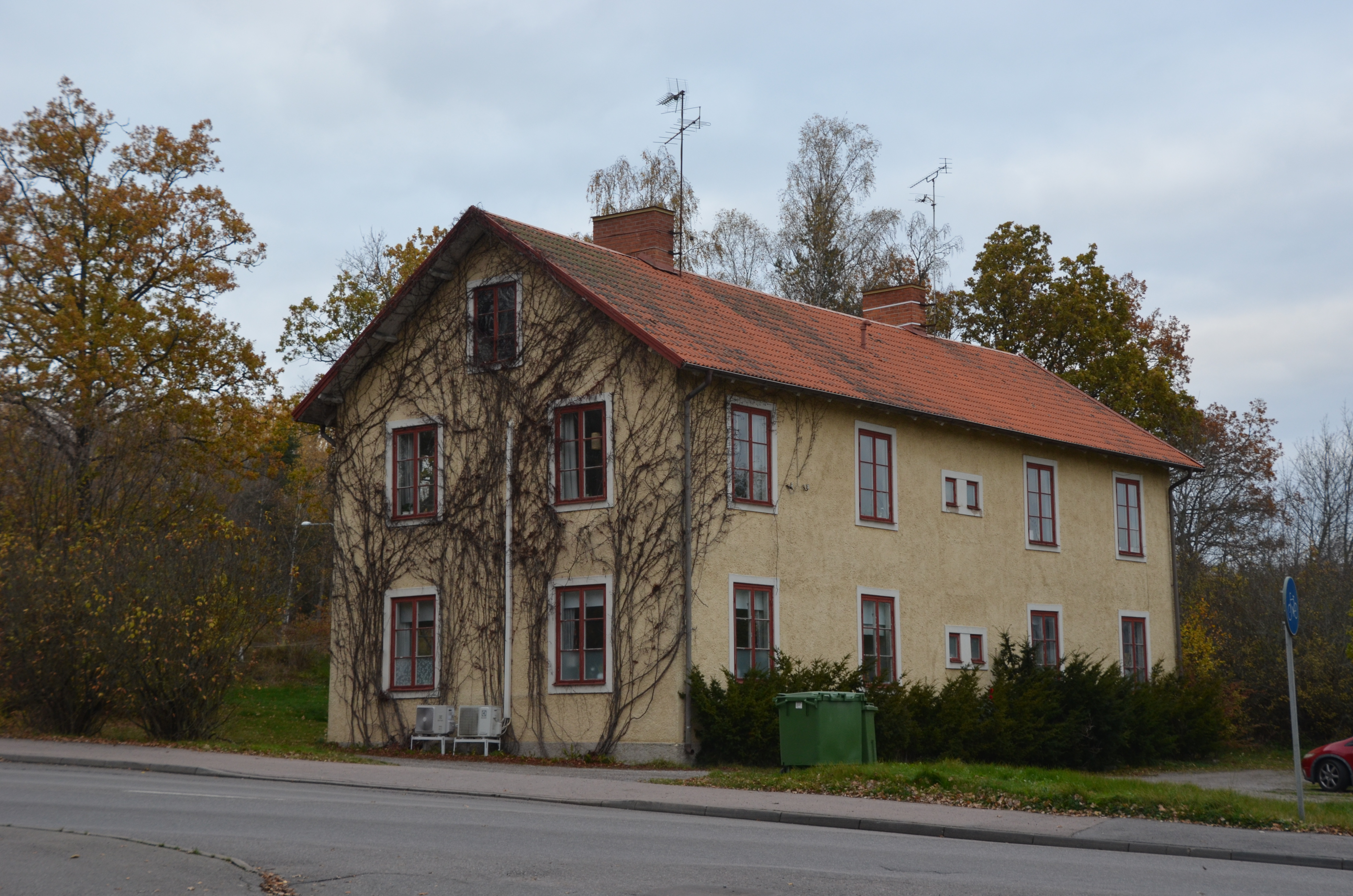
Arbetarbostäder i Skogstorp

Eskilstuna Stålpressnings AB , också allmänt benämnt Pressbolaget, var ett svenskt metallindustriföretag. Det ingår numera i Alfa Laval-koncernen som den tillverkande enheten  Alfa Laval Tumba AB Manufacturing Eskilstuna inom divisionen Food & Water.
Eskilstuna Stålpressnings AB grundades 1893 i Eskilstuna av ingenjören G.V. Larsson. Företaget uppförde 1899 en stor fabriksbyggnad på Öfre Nybrogatan 9 (senare Gymnastikgatan) i centrala Eskilstuna, ritad av Emil Befwe. År 1906 köpte företaget fastigheterna Rosenholm och Rosenberg i Skogstorp, Eskilstuna kommun och anlade ett varmvalsverk där Rosenbergs bruk tidigare legat samt också Kraftstationen i Skogstorp i Hyndevadsån. Varmvalsverket invigdes 1909 med maskiner importerade från Tyskland. Valsverket lades ned 1958.
Det köptes upp 1908 av AB Separator och bytte namn till Separator Eskilstuna AB och senare till Alfa Laval Stainless Products AB på 1960-talet.
Företaget har bland annat tillverkat detaljer till separatorer och mjölkningsmaskiner. Det har också tillverkat krigsmaterial, hushållsartiklar och vägmärken. Under krisåret 1933 startades tillverkning i det då nya materialet, rostfritt stål. En stor produkt var svenska arméns "Hjälm m/1926". Denna tillverkades under andra världskriget för Luftinspektionen i omkring 610.000 exemplar mellan juni 1939 och juli 1944.

## Senare produktion
År 1970 flyttades all tillverkning till Skogstorp och lokalerna i Eskilstuna centrum såldes till Eskilstuna kommun.
Fabriken i Skogstorp ingår i Alfa Laval-divisionen Food & Water. Där tillverkas idag bland annat stora separatorer för industriellt bruk.